# Classique de Saint-Sébastien 2012
La 32e édition de la Classique de Saint-Sébastien a eu lieu le 14 août. En effet, la course est décalée au calendrier en raison des Jeux olympiques de Londres qui ont lieu fin juillet Elle se déroulera sur 234 kilomètres autour de Saint-Sébastien dans le Pays basque espagnol. Il s'agit de la dix-huitième épreuve de l'UCI World Tour 2012. Elle est remportée par l'Espagnol Luis León Sánchez (Rabobank) devant l'Australien Simon Gerrans (Orica-GreenEDGE) et le Belge Gianni Meersman (Lotto-Belisol). Le Kazakh Alexandre Vinokourov (Astana) dispute à cette occasion la dernière compétition de sa carrière.

## Présentation

### Équipes
20 équipes participent à cette Classique de Saint-Sébastien - 18 ProTeams et 2 équipes continentales professionnelles :
| Nom de l'équipe         | Pays        | Code |
| ----------------------- | ----------- | ---- |
| AG2R La Mondiale        | France      | ALM  |
| Astana                  | Kazakhstan  | AST  |
| BMC Racing              | États-Unis  | BMC  |
| Euskaltel-Euskadi       | Espagne     | EUS  |
| FDJ-BigMat              | France      | FDJ  |
| Garmin-Sharp            | États-Unis  | GRS  |
| Katusha                 | Russie      | KAT  |
| Lampre-ISD              | Italie      | LAM  |
| Liquigas-Cannondale     | Italie      | LIQ  |
| Lotto-Belisol           | Belgique    | LTB  |
| Movistar                | Espagne     | MOV  |
| Omega Pharma-Quick Step | Belgique    | OPQ  |
| Orica-GreenEDGE         | Australie   | OGE  |
| Rabobank                | Pays-Bas    | RAB  |
| RadioShack-Nissan       | Luxembourg  | RNT  |
| Saxo Bank-Tinkoff Bank  | Danemark    | STB  |
| Sky                     | Royaume-Uni | SKY  |
| Vacansoleil-DCM         | Pays-Bas    | VCD  |

| Nom de l'équipe | Pays    | Code |
| --------------- | ------- | ---- |
| Andalucía       | Espagne | ACG  |
| Caja Rural      | Espagne | CJR  |

## Récit de la course
L'échappée matinale est reprise au moment du premier passage du col du Jaitzkibel. Plusieurs groupes de coureurs essaient alors de partir dans les ascensions suivantes mais ils n'arrivent pas à tromper la vigilance des équipes Katusha et Astana. Dans les derniers kilomètres, un peloton d'une trentaine de coureurs peut encore se jouer la victoire. C'est sans compter Luis Leon Sanchez, qui part en solitaire à 9 kilomètres de l'arrivée. Bien que ne disposant jamais de plus d'une douzaine de secondes d'avance, Sanchez résiste et s'impose. Simon Gerrans et Gianni Meersman dominent le sprint du peloton et complètent donc le podium.

## Classement final
|    | Coureur             | Équipe                 |    | Temps           | Points UCI |
| -- | ------------------- | ---------------------- | -- | --------------- | ---------- |
| 1  | Luis León Sánchez   | Rabobank               | en | 5 h 55 min 35 s | 80         |
| 2  | Simon Gerrans       | Orica-GreenEDGE        | +  | 7 s             | 60         |
| 3  | Gianni Meersman     | Lotto-Belisol          |    | 7 s             | 50         |
| 4  | Christophe Le Mével | Garmin-Sharp           |    | 7 s             | 40         |
| 5  | Bauke Mollema       | Rabobank               |    | 7 s             | 30         |
| 6  | Mauro Santambrogio  | BMC Racing             |    | 7 s             | 22         |
| 7  | Mads Christensen    | Saxo Bank-Tinkoff Bank |    | 7 s             | 14         |
| 8  | Joaquim Rodríguez   | Katusha                |    | 7 s             | 10         |
| 9  | Xavier Florencio    | Katusha                |    | 7 s             | 6          |
| 10 | Diego Ulissi        | Lampre-ISD             |    | 7 s             | 2          |